# Breaking the Habit
Breaking the Habit (englisch für „die Gewohnheit durchbrechen“, in Deutsch vergleichbar mit „alte Gewohnheiten ablegen“) ist ein Song der Band Linkin Park. Es ist die sechste und letzte Single ihres zweiten Studioalbums Meteora. Der Song wurde 2004 mit dem MTV VMA Viewer’s Choice Award ausgezeichnet.

## Hintergrund
Breaking the Habit unterscheidet sich klar von den anderen Liedern des Albums Meteora. Das Lied wird ausschließlich von Chester Bennington gesungen und enthält keine Rap-Parts von Mike Shinoda oder verzerrte Gitarren und dafür eine komplette, live eingespielte String Section.
Das Lied, das von Drogenmissbrauch handelt, wurde entgegen weitläufiger Meinung nicht von Bennington, der in seiner Jugend Drogenprobleme hatte, sondern Shinoda geschrieben. Aufgrund seiner Vergangenheit identifizierte sich Bennington jedoch mit diesem Song und bezeichnete ihn mitunter auch als einen der besten von Linkin Park. Um die Emotionen zu betonen, wurde das Lied bei Live-Auftritten gelegentlich in einer Akustikversion, sprich nur Gesang durch Bennington und Klavierbegleitung durch Mike Shinoda, vorgetragen. Diese beinhaltete ein Klavierintro, die erste Strophe, wie auch Teile des Refrains. Nach der akustischen Version wurde das Lied dann, wie von der Albumaufnahme Meteora bekannt, in voller Länge vorgetragen.
Die Idee für das Stück war zum Zeitpunkt der Aufnahmen schon über fünf Jahre alt. Die instrumentale Demo mit dem Arbeitstitel Drawing ist auf der CD Underground 9 – Demos zu hören. 2014 veröffentlichte die Band zudem eine Version mit dem ursprünglichen, unbearbeiteten Gesang Shinodas.
Regie für das Musikvideo führte Bandmitglied Joseph Hahn. Das Musikvideo besteht aus mittels Rotoskopie animierten Personen, Gebäuden etc. Sie wurden von Kazuto Nakazawa gezeichnet.

## Kommerzieller Erfolg

### Chartplatzierungen
| ChartsChartplatzierungen       | Höchstplatzierung | Wochen |
| ------------------------------ | ----------------- | ------ |
| Deutschland (GfK)              | 25 (10 Wo.)       | 10     |
| Österreich (Ö3)                | 43 (7 Wo.)        | 7      |
| Schweiz (IFPI)                 | 56 (4 Wo.)        | 4      |
| Vereinigte Staaten (Billboard) | 20 (20 Wo.)       | 20     |
| Vereinigtes Königreich (OCC)   | 39 (2 Wo.)        | 2      |

| ChartsJahrescharts (2004)      | Platzierung |
| ------------------------------ | ----------- |
| Vereinigte Staaten (Billboard) | 79          |

### Auszeichnungen für Musikverkäufe
| Land/Region                  | Auszeichnungen für Musikverkäufe (Land/Region, Auszeichnung, Verkäufe) | Verkäufe  |
| ---------------------------- | ---------------------------------------------------------------------- | --------- |
| Dänemark (IFPI)              | Gold                                                                   | 45.000    |
| Deutschland (BVMI)           | Platin                                                                 | 300.000   |
| Italien (FIMI)               | Gold                                                                   | 50.000    |
| Neuseeland (RMNZ)            | Platin                                                                 | 30.000    |
| Vereinigte Staaten (RIAA)    | Gold                                                                   | 500.000   |
| Vereinigtes Königreich (BPI) | Gold                                                                   | 400.000   |
| Insgesamt                    | 4× Gold · 2× Platin ·                                                  | 1.325.000 |

Hauptartikel: Linkin Park/Auszeichnungen für Musikverkäufe